# Чорна магія (фільм, 1987)
«Чорна магія» (англ. Black Magic) — філіппінська фентезійна комедія 1987 року режисера Майка Релона Макілінга. У фільмі зіграли Долфі, Заса Паділья, Джестоні Аларкон, Ріта Авіла, Ян Венерасьйон, Майкл Лосін, Роуз Енн Гонсалес Ховіт Мойя, Дженніфер Севілья та Хайме Кастільо. Кінокомпанія Seiko Films випустила фільм у прокат 26 листопада 1987 року.
Критик Лучано Е. Соріано з Manila Standard дав неоднозначну оцінку фільму, вихваляючи природні комедійні здібності Долфі, водночас критикуючи кількість персонажів як надмірну та непотрібну для історії.

## Сюжет
Бажаючи завоювати серце прекрасної вчительки, Демі укладає угоду з дияволом, щоб використовувати сили чорної магії для власної вигоди. Але його чисте серце бере гору над злими намірами, і Демі використовує ці сили для порятунку людей, які дуже потребують його допомоги. Використання «чорної магії» в доброчинних цілях призводить до кумедних ситуацій. Розлючений диявол просить душу Демі в обмін на використання його магії.

## Акторський склад
- Долфі — Демі, прибиральник[2]
- Заза Заза Паділья — Валері, вчителька[2]
- Джестоні Аларкон — Віктор Булаклака
- Рита Авіла — Емми
- Ян Венерасьон
- Майкл Лосін — Альберт[2]
- Роуз Енн Гонсалес
- Ховіт Мойя
- Дженніфер Севілья
- Хайме Кастільйо
- Ромі Діаз — Сатана[2]
- Джиммі Сантос — Брайан[2]
- Джонні Вілсон
- Дон Пепот
- Рос Ольґадо
- Лусіта Соріано — повія
- Хоакін Фахардо
- Конде Убальдо
- Фред Моро
- Балот
- Мелі Тагаса
- Ларрі Сілва
- Расті Сантос
- Ванджі Лабалан
- Флора Гассер
- Понг Понг
- Род Франциско
- Джей Грама
- Джулі дель Мар
- Несті Рамірес
- Артур Ліорон
- Еменг Барселона
- Джей-Р Баланш

## Поширення
«Чорна магія» була випущена 26 листопада 1987 року.

### Каса
У день прем'єри фільм зібрав у прокаті 1,8 мільйона фунтів стерлінгів, поступившись «Капаг Пуно на анг Салоп» із Фернандо По-молодшим у головній ролі та випередивши «Валанґ Каругтонг Анг Накараан» із Шерон Кунетою в головній ролі. Однак «Чорна магія» згодом стане найкасовішим фільмом серед трьох релізів.

### Критика
Лучано Е. Соріано з Manila Standard дав неоднозначну оцінку «Чорній магії». Він високо оцінив природні комедійні здібності Долфі, заявивши, що він грає свого персонажа «з легкістю того, хто був там протягом тривалого часу», водночас критикуючи надмірну кількість персонажів у фільмі, оскільки він призводить до сценарію, який «звивається тут і там, щоб виправдати присутність надмірної кількості персонажів в історії». Він також зазначив дивне включення у фільмі сексуальних натяків у те, що має бути фільмом, призначеним для молодих глядачів.